# Letov Š-218

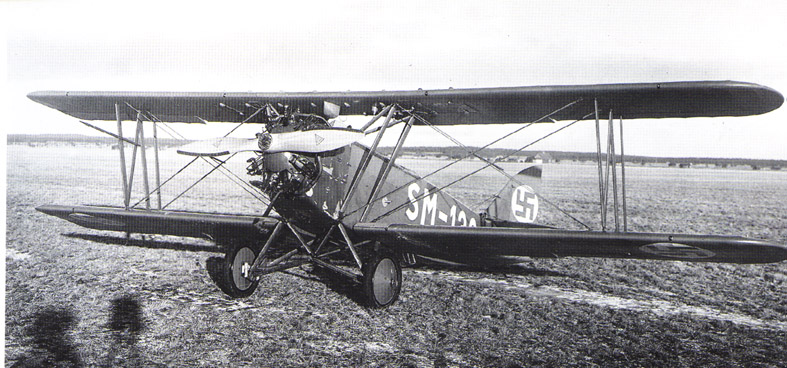
Letov Š-218

De Letov Š-218 (ook wel bekend als S 218) is een Tsjechoslowaaks dubbelzits dubbeldekker lesvliegtuig gebouwd door Letov. De Š-218 is ontworpen door Alois Šmolík en vloog voor het eerst in 1926. De Š-218 is een verdere ontwikkeling op de Š-18 en de Š-118. In vergelijking tot de Š-18 is de romp volledig gereconstrueerd en is er een nieuwe motor in geplaatst. Naast in Tsjechoslowakije is de Š-218 ook in Finland gebouwd bij de Finse Staat Vliegtuigfabriek. In Tsjechoslowakije stonden de Š-218’s bekend als Velký komár (wat Grote mug betekent). In Finland stonden Š-218’s bekend als A Smolik.
In 1929 werd één Š-218 gepresenteerd op de Luchtvaartbeurs van Helsinki. De Finse luchtmacht toonde daarna interesse en kocht in maart 1930 één exemplaar om het toestel verder te evalueren. Al snel daarna werden nog eens negen Š-218’s besteld samen met een licentie voor nog eens 29 Š-218’s. De negen in Tsjechoslowakije gebouwde Š-218’s in mei en juni 1931 afgeleverd aan de Kauhava Vliegschool. De in Finland geproduceerde toestellen werden lichtelijk aangepast en geproduceerd in drie series. De eerste serie van tien werd geleverd in 1933, de tweede in 1935 en de laatste serie in 1936. De in Finland geproduceerde Š-218’s werden uitgerust met Bramo motoren. Tussen 1930 en 1945 was het toestel in gebruik als basis lesvliegtuig.
Één in Finland gebouwde Š-218 is bewaard gebleven en staat in het Finse luchtvaart museum, Suomen ilmailumuseo in Vantaa in Zuid-Finland niet ver van Helsinki. Ook is men in Finland bezig een replica te bouwen.

## Versies
- “Tsjechoslowaakse” Š-218: uitgerust met een Walter NZ-120 stermotor, 88 kW (120 pk).
- “Finse” Š-218: uitgerust met een Bramo stermotor, 110 kW (145 pk), en een aantal andere kleine aanpassingen, had een maximumsnelheid van 154 km/h.

## Specificaties (“Tsjechische” Š-218)
- Bemanning: 2, de leerling en de instructeur
- Lengte: 6,90 m
- Spanwijdte: 10,00 m
- Hoogte: 3,10 m
- Vleugeloppervlak: 16,30 m2
- Leeggewicht: 510 kg
- Startgewicht:742 kg
- Motor: 1× Walter NZ-120 stermotor, 88 kW (120 pk)
- Maximumsnelheid: 150 km/h
- Kruissnelheid: 120 km/h
- Vliegbereik: 375 km
- Plafond: 4 000 m

## Gebruikers
- Finland – 39 Š-218’s in totaal, waarvan 10 “Tsjechische” en 29 “Finse”.